# 阿南果
阿南果(梵文：Anangapa)，印度大乘密宗人士，八十四成就者之一。

## 簡介
阿南果出身於噶呼拉的一戶低種姓人家，因過去世修忍辱的因緣，容貌非常俊秀，阿南果因此變得很驕傲。一天，有位梵行清淨的聖僧來到阿南果的住所乞食。阿南果請聖僧入內供養，並詢問為何乞食？聖僧回應懼怕輪迴，並向阿南果開示依止佛法之功德，於是阿南果得到了上樂金剛的灌頂，以及如何淨除六根識的教法講解。阿南果依此精進禪修，在六個月內就得到成就，而以「上師阿南果」聞名，並為眾生的福祉而努力，最後以肉身直趨空行淨土。